# Tephroderma
Tephroderma is een monotypisch geslacht in de orde Agaricales. De familie is nog niet zeker (Incertae sedis). Het geslacht bestaat alleen uit de soort Tephroderma fuscopallens.